# Sa Pista (Artà)
Sa Pista (també coneguda com a Velòdrom des Canyaveral o de Na Carona) era una instal·lació dedicada al ciclisme en pista a l'aire lliure d'Artà (Mallorca, Illes Balears, Espanya), existent entre 1957 i 1964. Va ser la segona pista existent a la localitat després del Velòdrom de Son Taiet (1927-1941).
La pista fou inaugurada el 8 de juny de 1957 i va ser inicialment de terra. L'abril de 1959 es varen aixecar i encimentar els peralts. Des de la inauguració va acollir una gran activitat. Però els seus anys més brillants transcorregueren entre 1959 i 1961, una vegada reformada, en organitzar fins a cinc proves del Campionat d'Espanya i una del Campionat de Balears, entre moltes altres proves.
Una data especialment assenyalada fou el 21 de juny de 1959, quan el ciclista local Sebastià Sastre Terrasa va batre el rècord nacional de l'hora en categoria d'aficionats amb una marca de 42,442 km. Aquesta marca es va mantenir vigent fins que fou batuda per Roberto Palavecino en el Velòdrom d'El Tiemblo (Àvila) l'1 de novembre de 1971. A partir de 1962 la seva activitat va caure en picat fins a desaparèixer. El juny de 1964 la pista fou enderrocada per urbanitzar la zona, en la qual va bastir-se un nou barri, precisament conegut com a barri de Sa Pista, i en el qual un carrer duu el seu nom.

## Esdeveniments[6]
Competicions estatals
- Campionat d'Espanya de fons (principiants): 1959, 1960
- Campionat d'Espanya de velocitat (principiants): 1960
- Campionat d'Espanya de persecució (principiants): 1960
- Campionat d'Espanya de puntuació (aficionats): 1960, 1961
- Campionat d'Espanya de fons (independents): 1961

Competicions regionals
- Campionat de Balears de velocitat (aficionats): 1961

Altres proves
- Revenja del Campionat d'Espanya de persecució (aficionats): 1959
- Rècord de l'hora (aficionats): 1959.